# Marxists Internet Archive
Marxists Internet Archive, noto anche come MIA o marxists.org, è un'enciclopedia online senza scopo di lucro che ospita una biblioteca multilingue (creata nel 1990) di opere di scrittori comunisti, anarchici e socialisti, come Karl Marx, Friedrich Engels, Vladimir Lenin, Lev Trotsky, Joseph Stalin, Mao Zedong, Rosa Luxemburg, Mikhail Bakunin, Peter Kropotkin e Pierre-Joseph Proudhon, così come di scrittori di ideologie correlate e persino non correlate (ad esempio, Sun Tzu). La raccolta è gestita da volontari e si basa su una serie di documenti distribuiti via e-mail e newsgroup, successivamente raccolti in un unico sito gopher nel 1993. Contiene oltre 180.000 documenti di oltre 850 autori in 80 lingue. Tutto il materiale presente nell'archivio è fornito gratuitamente agli utenti, anche se non necessariamente libero da copyright.

## Storia

### Origini

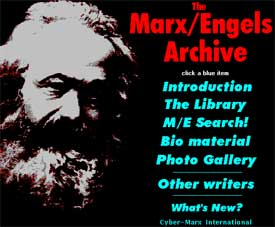
Il precursore dell'archivio Internet marxista è stato l'Archivio Marx-Engels, disponibile su Internet dal 1993.

L'archivio è stato creato nel 1990 da una persona conosciuta solo con il suo tag Internet, Zodiac, che ha iniziato ad archiviare testi marxisti trascrivendo le opere di Marx ed Engels in formato elettronico, a partire dal Manifesto del Partito Comunista. Nel 1993 il testo raccolto venne pubblicato su un sito gopher all'indirizzo csf.colorado.edu. I volontari si sono uniti e hanno contribuito a diffondere e rispecchiare l'archivio principale. Tuttavia, il sito principale e i suoi mirror erano ospitati su server accademici e alla fine del 1995 quasi tutti erano stati chiusi.
Nel 1996 il sito web Marx.org era ospitato da un ISP commerciale. A ciò seguì un'intensa attività da parte dei volontari. Negli anni successivi, tuttavia, si sviluppò un conflitto tra i volontari che lavoravano al sito web e Zodiac, che mantenne il controllo del progetto e del nome di dominio. Con l'espansione dell'archivio, Zodiac temeva che l'apertura verso diverse correnti del marxismo rappresentasse una "discesa pericolosa" verso il settarismo. I volontari che avevano intrapreso il lavoro di trascrizione si ritenevano contrari al fatto di avere poca influenza sul modo in cui l'archivio era organizzato e gestito l'archivio. All'inizio del 1998 Zodiac decise che Marx.org sarebbe tornato alle sue radici e che tutti gli scrittori diversi da Marx ed Engels sarebbero stati rimossi.
Nel luglio 1998 la forma attuale del Marxists Internet Archive (marxists.org) è stata creata da volontari che trasferiscono file e archivi da marx.org, creando l'attuale forma del Marxists Internet Archive (marxists.org). Ciò ha portato a un ulteriore incremento dell'attività e a un ampliamento della portata dell'archivio. Per quanto riguarda Marx.org, Zodiac lo chiuse nel 1999 e nel 2002 rinunciò al nome di dominio, che fu acquistato dalla MIA. Oltre a marxists.org, il MIA può essere raggiunto da tramite altri due nomi di dominio: lenin.org e trotsky.org.
Il sito e il gruppo di volontari che ci lavorano sono cambiati radicalmente dai suoi esordi. Nel il 2014 era cresciuto fino a comprendere 62 volontari in 33 paesi diversi e conteneva oltre 50.000 articoli in 54 lingue che coprivano le opere di oltre 600 autori. Oggi il Marxists Internet Archive è un archivio riconosciuto sia per gli scrittori marxisti che per quelli non marxisti. È elencato nel catalogo OCLC WorldCat, ed è stato selezionato per l'archiviazione da istituzioni come la British Library, l'University College Cork in Irlanda, e la Biblioteca del Congresso degli Stati Uniti.

### Attacco del 2007
MIA ha avuto problemi con attacchi dannosi provenienti da fonti online. A partire dal novembre 2006, il MIA ha dovuto affrontare una serie di gravi attacchi di denial-of-service, tentando di sfruttare un'errata configurazione nel sistema operativo del proprio server. Nel gennaio 2007 gli attacchi avevano paralizzato gran parte dell'archivio e lasciato i volontari con problemi alla CPU. Il fatto che la maggior parte dei sistemi coinvolti nell'attacco si trovassero in Cina o appartenessero a istituzioni cinesi ha portato a ipotizzare che gli attacchi potrebbero essere stati motivati politicamente e diretti dalla Repubblica Popolare Cinese poiché il sito web è stato brevemente bloccato in Cina nel 2005. La gravità dell'attacco, unita ad altri problemi di hosting, ha portato alla chiusura del server principale del Marxists Internet Archive e di molti dei suoi mirror per diverse settimane tra febbraio e marzo 2007.

### Problema di copyright sulle opere raccolte di Marx/Engels
Alla fine di aprile 2014, i piccoli editori britannici Lawrence & Wishart (L&W) hanno deciso di revocare il permesso di ristampa parziale la loro versione in lingua inglese delle Opere complete di Marx/Engels su MIA. In una e-mail di fine aprile 2014, L&W chiese a MIA di eliminare il materiale contestato dal loro sito web entro la fine di aprile o di affrontare un contenzioso. MIA ha scelto di seguire la richiesta. Contro la decisione di L&W è stata lanciata una petizione online che alla fine del mese ha ottenuto il sostegno di oltre 4.500 persone. L'autore della petizione, Ammar Aziz, è stato citato dalla rivista Vice: "Non si possono privatizzare i loro scritti: sono proprietà collettiva delle persone per cui hanno scritto. Privatizzare gli scritti di Marx ed Engels è come ottenere un marchio per le parole 'socialismo' o 'comunismo'."
Un rappresentante del MIA, Andy Blunden, non ha contestato il fatto che L&W detenga i diritti d'autore sul materiale. È stato citato nel Chronicle of Higher Education con sede a Washington DC: "I professori e gli storici saranno in grado di scrivere articoli eruditi su ciò che disse Marx, ma la popolazione generale verrà lasciata indietro al 1975 [l'anno in cui è iniziata la pubblicazione delle Opere Complete]".
In risposta alle critiche diffuse, Lawrence & Wishart hanno rilasciato una dichiarazione in cui si oppongono alla "campagna di abusi online".

## Struttura

### Gestione
Il MIA è amministrato da un comitato direttivo, composto da tutti i volontari attivi. Il comitato decide su questioni quali la categorizzazione degli autori, le modifiche allo statuto (a maggioranza dei 3/4), questioni finanziarie di ogni genere e questioni simili. Gli amministratori sono volontari non retribuiti che si assumono responsabilità aggiuntive su determinate sezioni di MIA. La MIA è costituita nello stato americano della California e registrata presso il servizio fiscale statunitense come organizzazione no-profit, 501(c)(3). Secondo lo statuto del MIA, i suoi contenuti saranno sempre offerti gratuitamente al 100%, nel rispetto di tutte le leggi capitaliste sul copyright. Tutto il materiale conservato negli archivi è di pubblico dominio, coperto dalla licenza GNU Free Documentation License, oppure utilizzato con il permesso dei titolari dei diritti d'autore. Ogni lavoro creato dai volontari del MIA è soggetta alla licenza Creative Commons Attribution-ShareAlike allo stesso modo 2.0.

### Posizione fisica e mirror
Il sito web è servito principalmente tramite un ISP in Germania ed esistono tre mirror, due dei quali in Europa (in Francia e Germania archiviati il 6 aprile 2015 presso Wayback Machine) e uno negli Stati Uniti.

### Distribuzione
Nel corso del 2013 è stato venduto un archivio di volumi CD/DVD da 3 dischi (contenente il materiale del sito web), sebbene molte copie fossero distribuite ogni anno gratuitamente a individui e gruppi nei paesi in via di sviluppo e sottosviluppati. Queste misure non avevano solo lo scopo di consentire un facile accesso al materiale presente nell'archivio, ma anche di garantire la continuità dell'archivio. Come hanno detto: "Se l'Archivio viene chiuso da un conglomerato editoriale o dal governo, avere queste informazioni ampiamente disperse in tutto il mondo, sostanzialmente non rintracciabili, con il contenuto completamente intatto, è una gran cosa". A marzo 2014, il MIA era di 138 GB; è stato quindi deciso di interrompere la produzione del DVD  e di distribuire un disco rigido USB portatile che contiene l'intero contenuto del MIA. Anche l'HDD portatile è stato interrotto.

### MIA come editore di libri
Oltre alla distribuzione dei suoi archivi su disco rigido, nel 2008 la MIA ha lanciato Marxist Internet Archive Publications, che, a partire da ottobre 2022, ha pubblicato otto titoli tra cui volumi sulla filosofia, storia sociale, psicologia e pedagogia sovietica, e un'antologia di scritti di José Carlos Mariátegui, che distribuisce tramite Erythrós Press and Media, LLC.

## Struttura archivistica
La maggior parte del materiale presente sul sito è formattato in HTML e lo stile dei documenti è determinato con CSS. Talvolta viene utilizzato il formato PDF, soprattutto per le lingue per le quali non sono ancora disponibili caratteri o software OCR. Sono stati aggiunti molti PDF allo scopo di pubblicare pubblicazioni rivoluzionarie e socialiste, presentate così come furono stampate. Ciò ha contribuito in modo determinante alla crescita del MIA.
Il markup e lo stile dell'archivio variano da una sezione all'altra, a seconda dei volontari che vi lavorano, ma tutti sono basati su un modello di documento di base comune. L'archivio comprende sezioni dedicate ad argomenti storici specifici, come la storia dell'Unione Sovietica e la Comune di Parigi, nonché argomenti più ampi, come la filosofia. Include anche una sezione di riferimento chiamata "Enciclopedia del marxismo", contenente definizioni di termini marxisti, brevi biografie e materiale storico.
Il MIA è inoltre suddiviso in diverse sezioni in lingua diversa dall'inglese. Al 6 aprile 2020, il sito web MIA includeva contenuti in 80 lingue. Sebbene ciascuna delle sezioni non in lingua inglese sia destinata a replicare nel tempo la struttura di base della sezione principale (in lingua inglese), nella pratica esse variano notevolmente per dimensioni e portata. Alcune di queste sezioni linguistiche ospitano solo pochi documenti di Marx ed Engels, mentre altre sono più estese: ad esempio, la sezione cinese contiene la raccolta completa delle opere di Marx, Engels e Lenin.